# ジャズ大名
『ジャズ大名』（ジャズだいみょう）は、筒井康隆の中編小説。これを原作としたラジオドラマと映画も製作された。

## 小説
幕末を舞台にした中編の時代小説。『小説新潮』1981年1月号に発表された。黒人奴隷が幕末の九州の小藩に漂流し、藩主を巻き込んでジャム・セッションをする騒動を描く。同年に短編集『エロチック街道』に収録された。1984年に新潮文庫になり、1986年の映画化の際に書名が『ジャズ大名』に改められて、表題作となった。

## あらすじ
南北戦争後、自由となった元黒人奴隷のジョーは、弟のサム、叔父のトマス、従弟のルイと再会する。4人とも楽器を持っていたため、楽隊としてニュー・オーリアンズで金を稼ぎ、故郷のアフリカへ渡ろうという話が出るが、実現できそうもない。4人が演奏していると、メキシコの商隊が通りかかり、インディアンの攻撃をかわすため、商隊に加わり演奏してほしいと持ちかけられる。商隊の長のエミリオは、目的地であるメキシコ・シティの近くにはアカプルコという港町があり、そこからアフリカ行きの船へ口利きをしてやるというが、実はアカプルコからはアフリカ行きの船は出ない。しかし知識が乏しく、当てもなかったジョーたちはその話に乗ってしまう。
メキシコ・シティについて後、エミリオはジョーたちにスペイン語で書かれた手紙を渡し、「船長は皆自分の友達だからこの手紙を渡してアフリカに乗せていってもらえ」と言って彼らをアカプルコへ送り出す。しかし、ジョーたちには読めなかったが、その手紙には「4人はアフリカに渡りたがっているが位置を知らない、船員としてこき使い、面倒になったら停泊地をアフリカだと言っておろしてやれ」といったようなことが書かれていた。かくしてジョーたちは香港行きの船に乗ることとなり、途中疑問を抱きながらも船で働き、演奏しつつ過ごしていたが、トマスのクラリネットのリードがなくなり、鳴らなくなってしまう。トマスは病気になり、やがて死んでしまうが、死ぬ前に船がアフリカへは向かっていないことと、何とかして逃げることをジョーたちに忠告する。ジョーたちはやがて嵐に乗じて船から逃げ、日本の日向の南端に近い小藩に漂着する。
藩ではジョーたちの処遇を幕府の手代所へ問い合わせるが、幕末の動乱の中でそのようなことにかかずらっている余裕がない。藩主の海郷亮勝はひとまずジョーたちを、地下の座敷牢へ収めることとする。何か月か経ち、座敷牢から漏れ聞こえてくる演奏は、城内の者たちにも影響を与えていた。もともと好奇心が強く音楽も好きだった亮勝は、矢も楯もたまらなくなり、また幕府の目ももはや顧みられなくなったことから、ジョーたちに会う。トマスのクラリネットが演奏できないことを知った亮勝は、こっそり演奏していた篳篥の簧がリードの代用になることに気づき、クラリネットを譲り受ける。
亮勝はクラリネットの練習を始め、殿がやっているというので家中のあちこちでも皆が楽器の練習を始めて、どんどんエスカレートしていき、ある日何のはずみかその熱狂は最高潮に達する。ジョーのトロンボーン、ルイのコルネット、サムのドラム、亮勝のクラリネットに様々な和楽器、しまいには楽器を持たぬ者さえ釜や算盤で加わって、時間を忘れての大合奏が続く。登城してきた者がすでに夜が明けていることを告げて、やっと演奏が終わるが、その時には明治の世になっていた。

## ラジオドラマ
1982年1月9日にNHK-FMで放送された45分のラジオドラマ。NHK制作。脚本・竹内銃一郎、主演・立川光貴（現：三貴）（亮勝）、由利徹（トマス叔父）。維新なって行進する官軍の「トンヤレ節」を鼻で笑い飛ばしてジャムセッションを再開するラストのアイディアは、映画版でもほぼそのまま採用されている。演奏には原作者の筒井も参加した。

## 映画
1986年4月19日に大映製作、松竹配給で公開された。同時上映は『犬死にせしもの』。
舞台を原作の南九州から駿河国に変更し、東海道の難所を細長く占める城のため官軍と幕府軍の通り道となってしまうという設定を加え、“戊辰戦争を完全に無視してのセッション”という側面を強調した。それ以外は原作に忠実である。キネマ旬報ベスト・テン10位。映画化困難といわれる筒井原作の映画では初の（2017年現在唯一の）ランクインとなった。

### キャスト
- 海郷亮勝：古谷一行
- 石出九郎左衛門：財津一郎
- 文子姫：神崎愛
- 松枝姫：岡本真実 （新人）[注釈 1]
- 玄斎：殿山泰司
- 鈴川門之助：本田博太郎
- 由比軍太夫：今福将雄
- 中山八兵衛：小川真司
- 赤坂和馬：利重剛
- 烏丸源之進：友居達彦
- アマンド：ミッキー・カーチス
- 益満休之助：唐十郎 （友情出演）
- ジョー：ロナルド・ネルソン
- ルイ：ファーレズ・ウィテッド（英語版）
- サム：レオナルド・マーシュ
- アンクル・ボブ：ジョージ・スミス
- 住職：香川良介
- 伊牟田尚平：六平直政
- 山下洋輔（特別出演）
- タモリ（特別出演）
- 樋浦勉・森岡隆見・野崎海太郎・高安青寿・鈴木省吾・深作覚・村上久勝・早川亜友子[2]

### スタッフ
- 監督・脚本：岡本喜八
- 原作：筒井康隆『ジャズ大名』
- 脚本：石堂淑朗
- 音楽：筒井康隆、山下洋輔
- 撮影：加藤雄大
- 撮影助手：喜久村徳章・山下弘之・北信康[2]
- 照明：佐藤幸次郎
- 美術：竹中和男
- 編集：黒岩義民
- 録音：田中信行
- 助監督：月野木隆、羽石龍太郎、加藤晃
- 記録：山内薫
- プロダクションコーディネーター：岡本みね子
- 殺陣：宇仁貫三
- 効果：東宝効果集団
- 楽器指導：仙波清彦、久万田進、那須ちか、山村美子
- 現像：東京現像所
- プロデューサー：室岡信明
- 音楽プロデューサー：三浦光紀
- 企画：島田開、鈴木良紀
- 製作者：山本洋、小林正夫
- 製作協力：大映映像、喜八プロダクション[2]

### 製作
黒人俳優はアメリカから来日したが、米国南部設定の場面はすべて静岡ロケである。英語のセリフはアフレコをかぶせて二重音声で処理された。原作者が若いころに傾倒し、『馬の首風雲録』などの作品でもオマージュを捧げたことのある岡本喜八のメガフォンであり、記者会見で並びながら初期映画の思い出などを話したという。岡本監督にとって3本目の大映映画（東京撮影所は2本目、他に長編TV映画を東京で2本、京都で1本撮っている）であるが、クライマックスシーンのセットは東宝スタジオに建てられ、音楽監督とプロデューサーを除くメインスタッフ全員が東宝から起用された。
城内で9割方話が進むが、城の外観は遠景も城回りも一切映さない。城内も殿様がいる部屋の地下に黒人の楽団のメンバーを隠す部屋があるが、階上に上がるシーンがないため、城は平屋設定と見られる。1:10ぐらいで、突如現代の静岡の薩埵峠が映り、城の設定をこのあたりに想定し、城は外部の敵からの侵入を防ぐ造りが基本で緊急時に通路になるような城は普通は建てないが、仮定として発想したものと考えられる。

### 作品の評価
『シティロード』は「岡本喜八は今年で62歳。だが映画に対する気持ちはいつも若い。前作『近頃なぜかチャールストン』も奇想天外な話だったが、今度は筒井康隆のトンでる原作を見事に料理した…製作期間も製作費も多くはない。これでノリがなかったらどうする? …実にうまい。終盤のかなりの部分は、ただ狂ったセッション描写だけに費やされるが、それを飽きさせずに、観客にステップを踏ませながら一気に突っ走る若々しさと力量…」などと評価している。